# Reginald Grey, V conte di Kent
Reginald Grey (Silsoe, prima del 1541 – 17 marzo 1573) è stato un nobile inglese.

## Biografia
Era figlio di Henry Grey (1520–1545) e Margaret St John. Suo nonno paterno fu Henry Grey, IV conte di Kent da cui ereditò il titolo nel 1545.
Sposò Susan Bertie, figlia di Catherine Willoughby, dodicesima baronessa Willoughby di Eresby. Dal matrimonio non nacquero figli.
Il nome di Reginald Grey si trova menzionato negli Annales Rerum Gestarum Angliae et Hiberniae Regnate Elizabetha redatti da William Camden per l'anno 1573:
"18. Not long after dyed also Reginald Grey Earle of Kent, whom the Queene a yeare before had raised from a private man to the honour of Earle of Kent, after that this title had lyen asleepe the space of fifty yeares from the death of Richard Grey Earle of Kent, who had set his Patrimony flying, and was elder Brother to this mans Grandfather. In this honour succeeded unto him Henry his Brother."
Sebbene avesse un titolo nobiliare infatti Reginald condusse, come suo padre, una vita modesta in quanto le proprietà della famiglia erano state alienate da suo prozio Richard Grey, III conte di Kent,Richard, indebitatosi a causa del gioco d'azzardo. Molte proprietà erano state cedute alla corona ma Elisabetta I d'Inghilterra restituì a Reginald alcuni beni così da consentire a lui e alla moglie Catherine, parente lontana della regina, una vita più consona al loro status nobiliare.
Morì nel 1573 lasciando suo erede il fratello minore Henry.